# Aymar d'Aigrefeuille
Pour les articles homonymes, voir Aigrefeuille.
Aymar d'Aigrefeuille (1325-1382), dit aussi Adhémar d’Aigrefeuille, né au lieu-dit de La Font, dans le diocèse de Limoges, fils aîné du chevalier Guillaume d'Aigrefeuille et d'Aigline de Tudeils, frère des cardinaux Guillaume d'Aigrefeuille l'Ancien et Faydit d'Aigrefeuille, père du cardinal Guillaume d'Aigrefeuille le Jeune, maréchal de la Cour pontificale d'Avignon.

## Biographie
On ne connaît aucun détail de la vie d'Aymar avant 1342, année où il est cité pour la première fois dans un bref de Clément VI.

### L'acquisition d'une terre noble
Guillaume d'Aigrefeuille mourut en Limousin au cours de l'année 1343. Son fils aîné Aymar fit alors un échange avec Hugues Gauthier, chevalier, qui lui céda le tènement de la Font contre des rentes sur Graffeuil.
Il en rendit hommage, le 13 mai 1350, à Guillaume III Roger de Beaufort, nouveau vicomte de Turenne. La même année, Aymar, demoiseau, épousait Aigline de Montal. Le couple aura six enfants : Jean senior (baron de Gramat), Adhémar II (seigneur de la Font et de Tudeils), Florence (qui convola avec Olivier de Cazillac, Hugues de Montferrand et Arnaud de Bérail), Hélène, dite Douce (qui se maria avec Jean de Maumont et Bertrand de Faudoas), Marie (qui épousa Bertrand de Loudun et Hélie de Lestrade) et Guillaume le Jeune (cardinal).

### Le procureur du vicomte de Turenne
Le 26 janvier 1352, Guillaume, vicomte de Turenne, dressa une procuration à son cousin Aymar d'Aigrefeuille ainsi qu'à son beau-frère Hugues de la Roche, recteur du Comtat. La procuration précisait « qu'il les établissait comme ses procureurs pour aller prendre possession de la ville et de la baronnie de Pertuis et autres places à lui données avec pouvoir de confirmer les privilèges accordés aux habitants, établir des officiers et recevoir les hommages et serments de fidélité ».
La même année, le vicomte se remettant à peine d'une grave maladie, les Assises de la vicomté de Turenne se tinrent au chastel de Vrefeuil. Ses procureurs désignés furent à nouveau Hugues de la Roche, châtelain de Cornillon, dans le diocèse d'Uzès, et Aymar d'Aigrefeuille.

### Le Maréchal de la Cour pontificale
Peu après avoir été élu pape le 6 novembre 1362, Urbain V nomma Aymar à la charge de Maréchal de la Cour pontificale. C'était une reconnaissance envers la famille d'Aigrefeuille qui avait protégé sa carrière jusqu'à l'élever sur le trône pontifical. De plus, il semble que des liens de vassalité unissaient les Grimoard, famille du Souverain Pontifique, aux Aigrefeuille.

### Le partage de ses seigneuries avec ses fils
En 1365, Aymar rendit, pour la dernière fois, hommage seul au vicomte de Turenne. L'année suivante Jean d'Aigrefeuille, fils aîné d'Aymar, le cadet Adhémar II et son fils Jean le Jeune, rendirent hommage pour leurs fiefs dont ils étaient devenus coseigneurs à Guillaume III Roger de Beaufort.
Cette même année de 1366, Jean l'Aîné épousa Anne de Tarride, fille de Bertrand de Terride et d'Alazie de Castelnau-Gramat, héritière de son père Guérin II de Castelnau.

### La mort de Jean d'Aigrefeuille, fils aîné d'Aymar
Jean d'Aigrefeuille, fils aîné d'Aymar, devenu baron de Gramat, décéda en 1373. Par testament, il laissait ses domaines à son fils Elzéar (Alzias).
L'année suivante, Aymar d'Aigrefeuille dut se substituer à son aîné défunt, pour rendre hommage à Gérald de la Roche. Il le fit en tant que seigneur de la Font et coseigneur de Tudeils, Lostanges et Nonars.

### Le Maréchal devient conseiller du roi et recteur de la Marche d'Ancône
En octobre 1374, le maréchal de la Cour pontificale, Aymar d'Aigrefeuille, devenu conseiller du roi, face à la répression qui s'était abattu sur le Limousin, après que les villes de Brive et de Tulle se fussent rendues sans combat aux Anglais, demanda des lettres de rémission pour son beau-frère Bertrand de Maumont à qui elles furent accordées grâce à son intercession.
Sur décision de Grégoire XI, en 1375, Aymar d'Aigrefeuille quitta sa charge de Maréchal pour devenir recteur de la Marche d'Ancône.
Il mourut en 1382 puisqu'au cours de cette année, Jean d'Aigrefeuille, dit le Jeune, rendit hommage au baron de la Roche, pour son pupille Elzéar, et Adhémar II, seigneur de Tudeils et La Font, jura fidélité pour ces lieux à Raymond VIII de Turenne. On ne sait ni où, ni quand se déroulèrent les funérailles du recteur d'Ancône.

### Héraldique
Les armes de la famille d'Aigrefeuille étaient : « d'azur à trois étoiles de six rais d'or au chef cousu de gueules et pour brisure autour de l'écu, un orle d'argent chargé de onze tourteaux de sable »[réf. nécessaire].